# Il medico delle pazze
Il medico delle pazze è un film muto italiano del 1919 diretto da Mario Roncoroni.